# Морбах
Морбах (нем. Morbach) — община в Германии, в земле Рейнланд-Пфальц.
Входит в состав района Бернкастель-Витлих. Население составляет 10 782 человека (на 31 декабря 2010 года). Занимает площадь 122,20 км².

## История
До муниципально-административной реформы Рейнланд-Пфальца 1969 года, муниципалитет находился в составе района Бернкастель, с районным центром в Бернкастель-Кусе. В том виде, в каком он находится сегодня, муниципалитет был создан 31 декабря 1974 года, когда новый муниципалитет Морбах объединил в себе, собственно, Морбах и 18 других, до той поры само-упарвляющихся муниципалитетов — Бишофсдрон, Эльцерат, Гонцерат, Гутенталь, Хааг, Хайнцерат, Хинцерат, Хокесль, Хюндхайм, Хюнольштейн, Мершайд, Моршайд-Риденсбург, Одерт, Рапперат, Ведерат, Вайперат, Венигерат и Вольцбург.

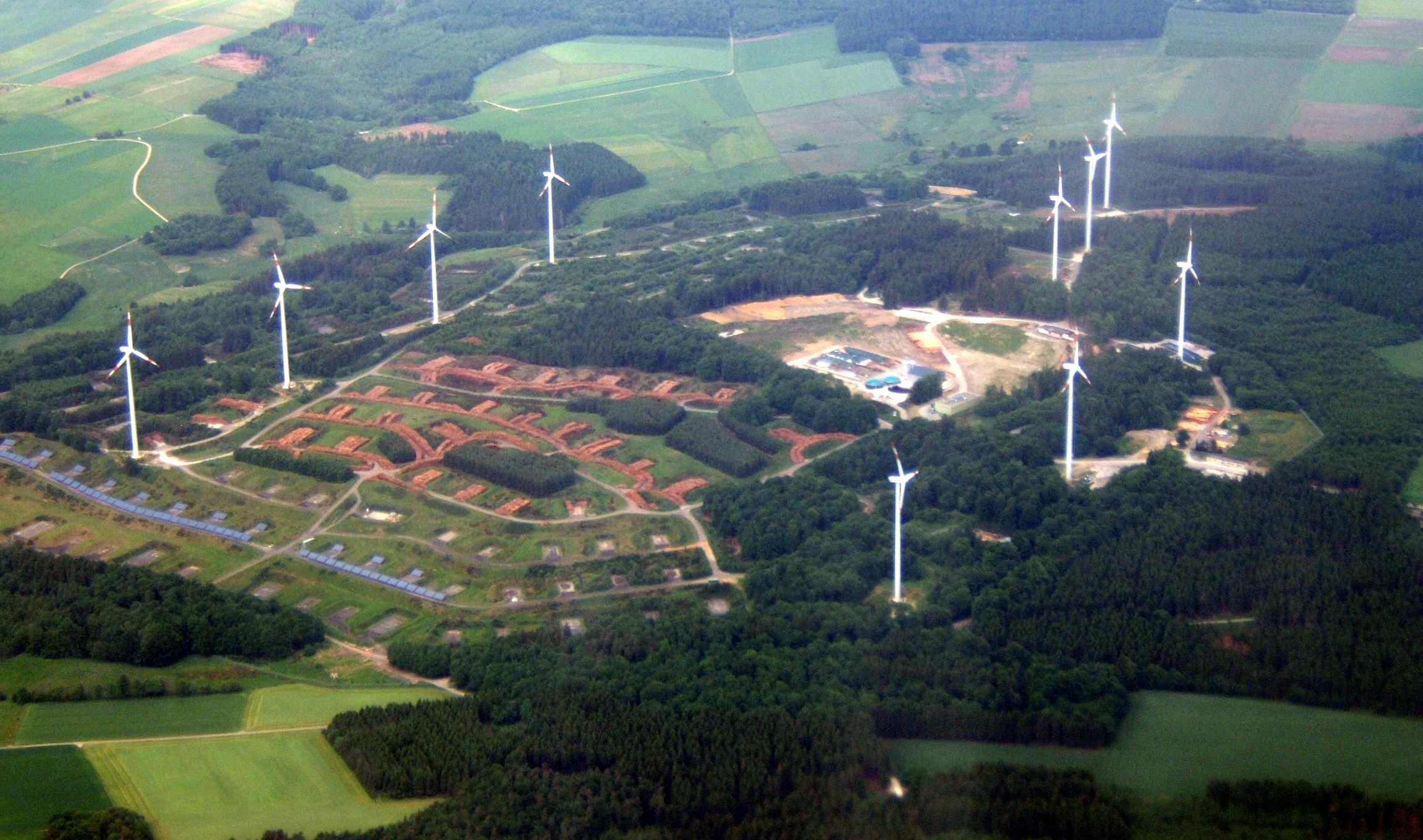
Энергетический парк в Морбахе.

В Венигерате во времена Холодной войны, с 1950-х гг. и до 1995 года располагались склады вооружения ВВС США (англ. US Air Force’s Wenigerath Munitions Depot). Всё эти годы несколько сотен военнослужащих армии США, служащие на данных складах, жили в Морбахе и близлежащих к нему деревнях; склады поддерживали существование и боеготовность военного аэропорта НАТО в Хане (англ. Hahn Air Base). Бывшее бомбохранилище в настоящее время используется как склад воздушных турбин, фотовольтаических элементов и некоторых других технологических приспособлений, использующихся как «энергоферма».

## География и транспорт

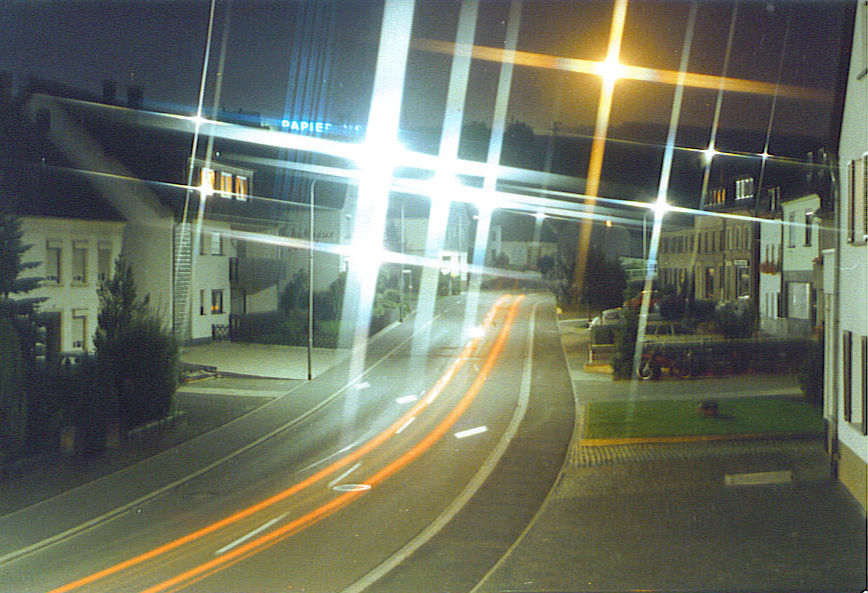
Морбах ночью. Фото 1986 года.

### Транспорт
Общественный транспорт является частью Verkehrsverbund Region Trier (VRT), стоимость проезда также регулируется данной организацией. Автобус 300-го маршрута компании Rhein-Mosel-Verkehrsgesellschaft, каждые два часа отправляется с главной автобусной станции в Морбахе, проезжая Виттлих и прибывая на станцию железной дороги Кобленц-Трир. Автобусный маршрут № 343 автокомпании Omnibusverkehr Rhein-Nahe по субботам-вокресеньям доезжает до железнодорожной станции Идар-Оберштайна железной дороги Саарбрюкен-Майнц.
Через Морбах проходят Бундесштрассе 269 и 327, и железная дорога Hunsrückquerbahn («Хунсрюкская железная дорога»), железная дорога между Лангенлонсхаймом и Хермескайлем, которая в настоящий момент не действует, но у муниципалитета имеются планы по её восстановлению и повторному запуску, как минимум до Бингена, так как она представляет собой важный транспортный линк до Аэропорта Франкфурт-Хан.

### Местоположение
Муниципалитет находится на возвышенности, на высоте между 430 и 770 метрами над уровнем моря, в предгорьях Хунсрюка на границе с районом Биркенфельд, примерно в 25 километрах в юго-востоку от Виттлиха и 35 километрах восточнее Трира. Население составляет 11051 человек, ближайшим городом является Бернкастель-Кус.

### Климат

Диаграмма выпадения осадков

Годовое количество осадков в Морбахе приблизительно составляет 1175 мм, что является достаточно высоким показателем, приближаясь к максимально возможным показателям по годовым осадкам для всей Германии. Так, 92 % показателей всех немецких метеостанций показывают меньшие показатели. Самым сухим месяцем года является май. Большинство осадков выпадает в декабре, в этом месяце количество осадков в 1,8 раза больше того, чем в мае.

### Населённые пункты
Муниципалитет Морбах подразделяется на следующие населённые пункты и административные районы (нем. Ortsteile):
| - Бишофсдрон - Вайперат - Ведерат - Венигерат - Вольцбург - Гонцерат - Гутенталь - Мершайд (с Хольцбахом, Дёррвизе и Гоценфельдом) - Морбах - Моршайд-Риденсбург | - Одерт - Рапперат - Хааг - Хайнцерат - Хинцерат - Хокесль - Хюндхайм - Хюнольштейн - Эльцерат |